# Purda Szczycieńska
Purda Szczycieńska (deutsch Purda, 1933 bis 1945 Lindenort Ost) ist eine Ortsstelle in der polnischen Woiwodschaft Ermland-Masuren und liegt im Gebiet der Gmina Szczytno (Landgemeinde Ortelsburg) im Powiat Szczycieński (Kreis Ortelsburg).
Die nicht mehr gesondert ausgewiesene Ortsstelle von Purda Szczycieńska liegt in der südlichen Mitte der Woiwodschaft Ermland-Masuren, 16 Kilometer südöstlich der Kreisstadt Szczytno (deutsch Ortelsburg).
Purda war bis 1945 ein Wohnplatz der Gemeinde Lipowitz (1933 bis 1945 Lindenort, polnisch Lipowiec) im ostpreußischen Kreis Ortelsburg. Es war ein kleines Dorf mit einer Windmühle; im Jahre 1905 zählte es 306 Einwohner in 54 Wohnhäusern. Im Zusammenhang der Umbenennung des Muttergemeinde Lipowitz in „Lindenort“ erhielt Purda am 31. Mai 1933 aus politisch-ideologischen Gründen die Ortsbezeichnung „Lindenort Ost“.
Nach der Überstellung des gesamten südlichen Ostpreußen an Polen 1945 in Kriegsfolge bekam Lindenort Ost die polnische Bezeichnung „Purda Szczycieńska“. Ob und wie lange der Ort vielleicht sogar selbständig war, ist nicht bekannt. Heute wird Purda Szczycieńska namentlich nicht mehr geführt und gilt wohl als in Lipowiec aufgegangen.
Kirchlich war Purda resp. Lindenort Ost bis 1945 nach Lipowitz bzw. Lindenort orientiert – sowohl evangelischer- als auch katholischerseits. Heute entspricht die kirchliche Zugehörigkeit die der Muttergemeinde Lipowiec.
Die Ortsstelle von Purda Szczycieńska liegt heute im Südosten des Dorfes Lipowiec.